# スプリングブルック国立公園
スプリングブルック国立公園（-こくりつこうえん）はオーストラリア・クイーンズランド州にある国立公園の一つ。ブリスベンから南へ100km、ゴールドコーストから西へ21kmから30kmほどの地域にある。1994年にユネスコの世界遺産・オーストラリアのゴンドワナ多雨林群（自然遺産）に拡大登録された。

## 概要
スプリングブルック高原に1937年にキャニオン地区にウォーリー国立公園、1940年にパーリングブルック滝がグォングレラ国立公園が出来たのがスプリングブルック国立公園の始まりである。1990年にナチュラル・ブリッジ地区とマウント・クーガル地区を加え、現在の名称であるスプリングブルック国立公園となった。現在はスプリングブルック高原地区、ナチュラル・ブリッジ地区、マウント・クーガル地区の３つの地区に別れ、その総面積は3425haある。
ラミントン国立公園とともにニューサウスウェールズ州のマウント・ウォーニングの外輪山の一部である。

### スプリングブルック高原地区
スプリングブルック国立公園の中で最も大きい地区で、落差106mになるパーリングブルック滝をはじめ、レインボー滝、ツイン滝などいくつもの滝がある。いくつかの滝では滝の裏に遊歩道があり、裏見の滝となっている。
また、マウント・ウォーニングのカルデラを始めバイロンベイまで見渡すことの出来るベスト・オブ・オール展望台、パーリングブルック滝やゴールドコーストを一望できるキャニオン展望台など、複数の展望台がある。

### ナチュラル・ブリッジ地区

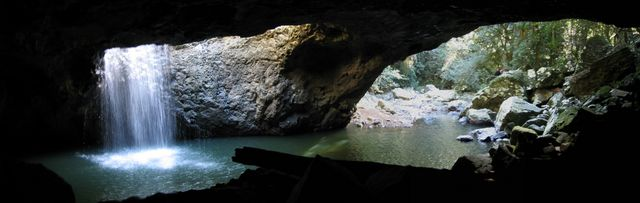
ナチュラル・ブリッジ

スプリングブルック国立公園の中で最も低い地域にあり、面積も最も小さい地区である。1922年にレクリエーション及び景観保護区として設立され、1959年に国立公園となり、1990年にスプリングブルック国立公園に編入された。
ナチュラル・ブリッジの名が示すとおり、風化によってできた自然の橋である。
その成り立ちは、流れ落ちる水の勢いによって滝の裏が浸食され洞窟になった。それと同時に、滝の上流の河床に出来た穴に礫がたまり、その礫が水の流れによって穴の中で回転し河床が浸食され甌穴ができ、下の洞窟とつながって自然の橋となったものである。
またこの洞窟及び、ウォーキング・トラック周辺には一般的には土ボタルとして知られるヒカリキノコバエの一種が生息している。

### マウント・クーガル地区
スプリングブルック国立公園で最も東の地区で、そのほとんどは亜熱帯雨林で占められる。古くはバナナ農園として開発された。しかし、この地域でのバナナ農園経営は利益にならないとされ、地域の果樹農家に対し木箱を製造していた製材工場が作られた。その後、製材工場を含め国へ売られ、1983年に保護区として設立された。1990年に周辺域を加えてスプリングブルック国立公園に編入された。ウォーキング・トラックの最後には製材工場跡がある。この地域の森林は、バナナ農園が放棄された後に、再生された森林である。

## 観光
スプリングブルック高原地区やナチュラル・ブリッジ地区が観光客に人気が高く、ブリスベンやゴールドコーストから多数のツアーが実施されている。夜間もナチュラル・ブリッジの土ボタルの観察ツアーが実施されている。
滝や展望台を見学する程度ならあまり歩く必要がなく、またキャニオン展望台やベスト・オブ・オール展望台、マウント・クーガル地区など舗装されあるウォーキングトラックもあり、駐車場から車いすでのアクセスも出来る。ナチュラル・ブリッジのウォーキングトラックも舗装されているが、階段があるため車いすでのアクセスは出来ない。
路線バスのような公共交通機関はなく、レンタカーなどを借りて自動車で行くか、ツアーに参加するかのどちらかとなる。

## 動植物

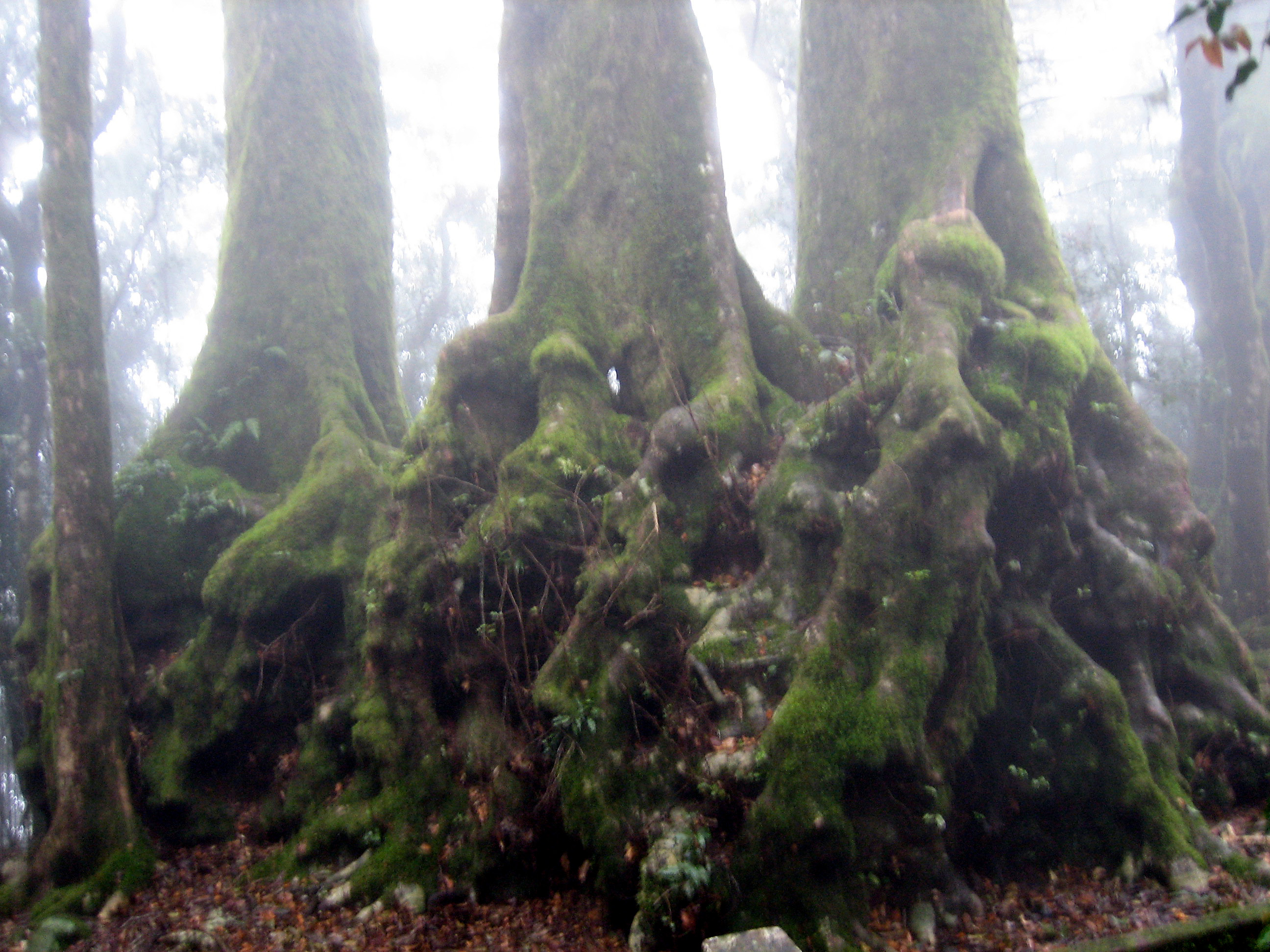
ナンキョクブナ

樹齢2000年のナンキョクブナ（Antarctic beech）がベスト・オブ・オール展望台付近でみられる。いくつかのナンキョクブナは樹齢3000年になるものもある。その他にもナンヨウスギの大木などが見られる。
アカクビヤブワラビー、レースオオトカゲ、オーストラリアでは最大のトカゲ科であるオオイワトカゲなどが生息している。
宮崎駿監督のアニメ『天空の城ラピュタ』に登場する架空の石である飛行石のモデルになったとされる、土ボタルがナチュラル・ブリッジ地区に生息している。このナチュラル・ブリッジ地区では12月頃になるとホタルも飛ぶ。
300m以上の高地にのみ生息するザリガニ、ラミントン・トゲ・ザリガニ（Lamington Spiny Crayfish）の生息地でもある。ラミントン国立公園およびスプリングブルック国立公園付近の個体群は鮮やかな青色をしているが、ニューサウスウェールズ州北側では白と赤色、その西側の個体群はコントラストのない緑褐色をしている。